# Luddvedel
Luddvedel (Oxytropis pilosa) är en växtart i familjen ärtväxter.    